# Тултирма
Тултирма (башк. Тултирма, від башк. Тултирму — «начиняти, наповнювати»), також відома як буят (башк. Бөйәт) — башкирська національна страва - варена ковбаса з ліверу домашніх тварин (частіше коней, рідше птахів). На рівні зі стравою кази (в'яленої ковбасою з конини) є одним з найвідоміших видів ковбаси в башкирській народній кухні: подібні ковбаси зустрічаються у багатьох інших тюркських народів.

## Технологія приготування страви
Рецепт приготування тултирми варіюється від різних регіонів Башкирії. Розглянемо один з рецептів тултирми. Беруться кишки, частіше кінські, баранячі та інші. Їх довжиною повинна бути від 30 до 40 см. Кишки треба почистити та помити. Далі, вони начиняються фаршем з дрібно нарубаної або пропущеного через м'ясорубку печінки, серця, легенів і нутряного жиру, а також м'яса. До м'яса одаються спеції за смаком. У наповнених кишок, перев'язують кінці. У західних та північних районах Башкирії і по річці Білій (Аургазінскій і Гафурійского райони) додають розмочену сиру або злегка відварену крупу (пшоно, гречка, ячмінь, пшениця, рис), а в горах, на півдні і південному сході (Белорецкий, Хайбуллінскій, Баймакскій, Зілаїрського, Абзезіловскій райони) — трохи борошна. За бажанням розводили фарш невеликою кількістю молока, бульйону або води, вбивали одне або два сирих яйця. У гірничо-лісових районах іноді додавалася кров тварини.
Наповнені фаршем кишки, варили близько години, у воді з додаванням коренів та спецій. Важливо, тултирму ніколи не проколювали, аби запобігти витіканню жиру.

## Подача страви
Подається тултирма у гарячому вигляді, проте іноді вживають і охолодженою під легким пресом і нарізана широкими скибочками. Гарніром служать відварені овочі, посипані дрібно нарубаної зеленню, консервовані та квашені овочі або салати з них; в якості приправи додають  гірчицю, хрін з помідорами, майонез із зеленню,рідше подається гарячий м'ясний бульйон в піалах 
Тултирма подається до столу у вигляді улюша, під час традиційних свят і обрядів (одним з таких є сиргатуй). Тултирма готується  про запас в період забою худоби і зберігається в замороженому вигляді. Поширена разом з кази не тільки у башкирів, але і в інших народів Росії (алтайці, марійці, мордва, татари) і колишнього СРСР (казахи, киргизи, узбеки та інші.)